# Сосновка (Струго-Красненский район)
Сосно́вка — деревня в Струго-Красненском районе Псковской области России. Входит в состав сельского поселения «Марьинская волость».

## География
Находится на северо-востоке региона, в центральной части района, в лесной местности около руч. Межник.
Уличная сеть не развита.

## История
Первое упоминание населённого пункта на этом месте относится к 1571 году, как деревня Замогилье Быстреевского погоста Шелонской пятины.
В 1941—1944 гг. деревня находилась под фашистской оккупацией войсками Гитлеровской Германии.
В 1964 году деревня Замогилье была переименована в деревню Сосновка.
С образованием Стругокрасненского района с 1927 до 1995 года деревня входила в Симанологский сельсовет, с января 1995 до января 2010 года — в Симанологскую волость.
С 1 января 2010 года с упразднением Симанологской волости деревня входит в Марьинскую волость.

## Население
| 2001 | 2002 | 2010 | 2011 |
| ---- | ---- | ---- | ---- |
| 7    | ↗9   | ↘0   | ↗3   |

## Инфраструктура
В 1930-41 1944-50 годах действовал колхоз «Светлый луч». В 1950-57-м — деревня стала центром укрупнённого колхоза «Светлый луч». В 1957-64 гг. — осталась бригада Светлый луч, с 1964 г. — бригада Сосновка совхоза «Вперёд» (Ефимов, Фёдоров, 2015).
Замогильская земская школа (1916), Замогильская школа I ступени (1927), Замогильская начальная школа (1954), Симанологская начальная школа (1957, 1973) (Ефимов, Фёдоров, 2015).
Замогильский сельский клуб (1959) (Ефимов, Фёдоров, 2015).

## Транспорт
Деревня доступна по местной дороге из Творожково.